# 第65回ゴールデングローブ賞
第65回ゴールデングローブ賞（だい65かいゴールデングローブしょう）は、2008年1月13日に発表された。
作品賞受賞は『つぐない』、『スウィーニー・トッド フリート街の悪魔の理髪師』、『マッドメン』、『エキストラ:スターに近づけ!』、『Longford』。

## 概要
2007年12月13日早朝に、映画監督のクエンティン・タランティーノ、俳優のライアン・レイノルズ、女優のヘイデン・パネッティーアの三人により候補が発表された。
最多候補は『つぐない』の7部門。以下、『チャーリー・ウィルソンズ・ウォー』の5部門と続く。
ミスター/ミス・ゴールデングローブはブルース・ウィリスの長女ルーマー・ウィリスが選ばれている。
2008年1月7日に授賞式が中止となり、受賞者は記者会見の形式で発表されることが正式に決まった。また、セシル・B・デミル賞はスティーヴン・スピルバーグへの授与が予定されていたが、授賞式の中止により翌年の授賞式にて受賞されることになった。

## 候補一覧
太字が受賞作品及び人物

### 映画部門

#### 作品賞

##### ドラマ
- アメリカン・ギャングスター
- つぐない
- イースタン・プロミス
- フィクサー
- ノーカントリー
- ゼア・ウィル・ビー・ブラッド

##### ミュージカル・コメディ
- アクロス・ザ・ユニバース
- チャーリー・ウィルソンズ・ウォー
- ヘアスプレー
- JUNO/ジュノ
- スウィーニー・トッド フリート街の悪魔の理髪師

#### 主演男優賞

##### ドラマ
- ジョージ・クルーニー（フィクサー）
- ダニエル・デイ＝ルイス（ゼア・ウィル・ビー・ブラッド）
- ジェームズ・マカヴォイ（つぐない）
- ヴィゴ・モーテンセン（イースタン・プロミス）
- デンゼル・ワシントン（アメリカン・ギャングスター）

##### ミュージカル・コメディ
- ジョニー・デップ（スウィーニー・トッド フリート街の悪魔の理髪師）
- ライアン・ゴスリング（ラースと、その彼女）
- トム・ハンクス（チャーリー・ウィルソンズ・ウォー）
- フィリップ・シーモア・ホフマン（マイ・ライフ、マイ・ファミリー）
- ジョン・C・ライリー（ウォーク・ハード ロックへの階段）

#### 主演女優賞

##### ドラマ
- ケイト・ブランシェット（エリザベス:ゴールデン・エイジ）
- ジュリー・クリスティ（アウェイ・フロム・ハー君を想う）
- ジョディ・フォスター（ブレイブ ワン）
- アンジェリーナ・ジョリー（マイティ・ハート/愛と絆）
- キーラ・ナイトレイ（つぐない）

##### ミュージカル・コメディ
- エイミー・アダムス（魔法にかけられて）
- ニッキー・ブロンスキー（ヘアスプレー）
- ヘレナ・ボナム＝カーター（スウィーニー・トッド フリート街の悪魔の理髪師）
- マリオン・コティヤール（エディット・ピアフ～愛の讃歌～）
- エリオット・ペイジ（JUNO/ジュノ）

#### 助演男優賞
- ケイシー・アフレック（ジェシー・ジェームズの暗殺）
- ハビエル・バルデム（ノーカントリー）
- フィリップ・シーモア・ホフマン（チャーリー・ウィルソンズ・ウォー）
- ジョン・トラボルタ（ヘアスプレー）
- トム・ウィルキンソン（フィクサー）

#### 助演女優賞
- ケイト・ブランシェット（アイム・ノット・ゼア）
- ジュリア・ロバーツ（チャーリー・ウィルソンズ・ウォー）
- シアーシャ・ローナン（つぐない）
- エイミー・ライアン（ゴーン・ベイビー・ゴーン）
- ティルダ・スウィントン（フィクサー）

#### 監督賞
- ティム・バートン（スウィーニー・トッド フリート街の悪魔の理髪師）
- ジョエル&イーサン・コーエン（ノーカントリー）
- ジュリアン・シュナーベル（潜水服は蝶の夢を見る）
- リドリー・スコット（アメリカン・ギャングスター）
- ジョー・ライト（つぐない）

#### 脚本賞
- ディアブロ・コーディ（JUNO/ジュノ）
- ジョエル&イーサン・コーエン（ノーカントリー）
- クリストファー・ハンプトン（つぐない）
- ロナルド・ハーウッド（潜水服は蝶の夢を見る）
- アーロン・ソーキン（チャーリー・ウィルソンズ・ウォー）

#### 作曲賞
- マイケル・ブルック、カーキ・キング、エディ・ヴェダー（イントゥ・ザ・ワイルド）
- クリント・イーストウッド（さよなら。いつかわかること）
- アルベルト・イグレシアス（君のためなら千回でも）
- ダリオ・マリアネッリ（つぐない）
- ハワード・ショア（イースタン・プロミス）

#### オリジナル歌曲賞
- Despedida（コレラ時代の愛）
- Grace Is Gone（さよなら。いつかわかること）
- Guaranteed（イントゥ・ザ・ワイルド）
- That's How You Know（魔法にかけられて）
- Walk Hard（ウォーク・ハード ロックへの階段）

#### 外国語映画賞
- 4ヶ月、3週と2日（ルーマニア）
- 潜水服は蝶の夢を見る（フランス・アメリカ）
- 君のためなら千回でも（アメリカ）
- ラスト、コーション（台湾）
- ペルセポリス（フランス）

#### アニメーション映画賞
- ビー・ムービー
- レミーのおいしいレストラン
- ザ・シンプソンズ MOVIE

### テレビ部門

#### 作品賞

##### ドラマシリーズ
『MAD MEN マッドメン』
- 『ビッグ・ラブ』
- 『ダメージ』
- 『グレイズ・アナトミー 恋の解剖学』
- 『Dr.HOUSE』
- 『THE TUDORS〜背徳の王冠〜』

##### コメディシリーズ
『エキストラ:スターに近づけ!』
- 『カリフォルニケーション ある小説家のモテすぎる日常』
- 『アントラージュ★オレたちのハリウッド』
- 『プッシング・デイジー 恋するパイメーカー』
- 『30 rock』

##### ミニシリーズ/テレビ映画
Longford
- w:Bury My Heart at Wounded Knee
- CIA ザ・カンパニー
- 『ステート・ウィズイン〜テロリストの幻影〜』
- w:Five Days

#### 主演男優賞

##### ドラマシリーズ
ジョン・ハム - 『MAD MEN マッドメン』
- マイケル・C・ホール - 『デクスター 警察官は殺人鬼』
- ヒュー・ローリー - 『Dr.HOUSE』
- ビル・パクストン - 『ビッグ・ラブ』
- ジョナサン・リース＝マイヤーズ - 『THE TUDORS〜背徳の王冠〜』

##### コメディシリーズ
デイヴィッド・ドゥカヴニー - 『カリフォルニケーション』
- アレック・ボールドウィン - 『30 rock』
- スティーヴ・カレル - 『The Office』
- リッキー・ジャーヴェィス - 『エキストラ:スターに近づけ!』
- リー・ペイス - 『プッシング・デイジー 恋するパイメーカー』

##### ミニシリーズ/テレビ映画
ジム・ブロードベント - Longford
- アダム・ビーチ - w:Bury My Heart at Wounded Knee
- アーネスト・ボーグナイン - w:A Grandpa for Christmas
- ジェイソン・アイザックス - 『ステート・ウィズイン〜テロリストの幻影〜』
- ジェームズ・ネスビット - 『ジキル』

#### 主演女優賞

##### ドラマシリーズ
グレン・クローズ - 『ダメージ』
- パトリシア・アークエット - 『ミディアム 霊能者アリソン・デュボア』
- ミニー・ドライヴァー - w:The Riches
- イーディ・ファルコ - 『ザ・ソプラノズ 哀愁のマフィア』
- ホリー・ハンター - 『女捜査官グレイス 〜 天使の保護観察中』
- キーラ・セジウィック - 『クローザー』

##### コメディシリーズ
ティナ・フェイ - 『30 rock』
- クリスティーナ・アップルゲイト - 『サマンサWho?』
- アメリカ・フェレーラ - 『アグリー・ベティ』
- アンナ・フリエル - 『プッシング・デイジー 恋するパイメーカー』
- メアリー＝ルイーズ・パーカー - 『Weeds 〜ママの秘密』

##### ミニシリーズ/テレビ映画
- クィーン・ラティファ - Life Support
- ブライス・ダラス・ハワード - As You Like It
- デブラ・メッシング - 『スターター・ワイフ』
- シシー・スペイセク - Pictures of Hollis Woods
- ルース・ウィルソン - Jane Eyre

#### 助演男優賞
ジェレミー・ピヴェン - 『アントラージュ★オレたちのハリウッド』
- テッド・ダンソン - 『ダメージ』
- ケヴィン・ディロン - 『アントラージュ★オレたちのハリウッド』
- アンディ・サーキス- Longford
- ウィリアム・シャトナー - 『ボストン・リーガル』
- ドナルド・サザーランド - 『ダーティ・セクシー・マネー』

#### 助演女優賞
- サマンサ・モートン - Longford
- ローズ・バーン - 『ダメージ』
- レイチェル・グリフィス - 『ブラザーズ&シスターズ』
- キャサリン・ハイグル - 『グレイズ・アナトミー 恋の解剖学』
- アンナ・パキン - w:Bury My Heart at Wounded Knee
- ジェイミー・プレスリー - 『マイネーム・イズ・アール』